# 신명기 역사가
신명기 역사서(Deuteronomistic history, Dtr, D)는 신명기의 핵심 장(12-26장)의 기초가 되는 자료 문서를 가리키거나, 신명기 전체와 여호수아기, 판관기, 사무엘기, 열왕기의 신명기 역사를 비롯하여 예레미야서를 저술한 더 넓은 "학파"를 가리키기도 한다. "신명기적(Deuteronomic)"과 "신명기 역사적(Deuteronomistic)"이라는 형용사는 때때로 상호 교환적으로 사용된다. 이 두 용어를 구별할 경우, 전자는 신명기의 핵심 부분을, 후자는 신명기 전체와 그 역사를 가리킨다.
신명기 역사가은 자료비평을 통해 구약성경의 많은 부분의 기초가 되는 자료 중 하나로 확인되었다. 신명기 역사가 창세기, 출애굽기, 레위기, 민수기 (이상 제사장 문서와 야훼문서에 기초함) 및 역대기와 독립적으로 발생했다는 것은 자료비평학계의 중론이다. 대부분의 학자들은 신명기 역사의 전부 또는 대부분을 바빌론 유수(기원전 6세기) 시기로 보고, 모세사경(창출레민)과 예레미야서의 편집적 재작업과 연관시킨다.

## 배경
20세기 중반부터 학자들은 신명기 역사가를 지방 레위인, 하급 사제, 또는 북이스라엘 왕국의 예언자 전통에 속한 인물, 혹은 왕실 궁정의 현자와 서기관으로 상상했다. 최근의 학술 연구는 이 책이 이 모든 집단을 포함하고 있다고 해석하며, 신명기주의의 기원과 성장은 일반적으로 다음의 용어로 설명된다.
- 기원전 722년 신아시리아 제국에 의한 이스라엘의 파괴 이후, 피난민들은 남쪽 유다 왕국으로 내려왔고, 그들과 함께 야훼를 섬겨야 할 유일한 신으로 보는 개념과 같은 전통을 가져왔는데, 이는 이전에는 알려지지 않았던 것이었다. 이러한 새로운 사상에 영향을 받은 사람들 중에는 "땅의 백성"이라 불리는 토지 소유 귀족들이 있었는데, 이들은 예루살렘의 행정 엘리트를 형성했다.
- 기원전 640년, 유다 왕 아몬이 살해되면서 위기가 발생했다. 귀족들은 쿠데타 시도를 진압하고 주동자들을 처형한 뒤, 아몬의 여덟 살 난 아들 요시아를 왕위에 앉혔다.
- 당시 유다는 아시리아의 봉신국이었으나, 아시리아는 갑작스럽고 빠른 권력 쇠퇴를 겪기 시작했고, 이는 예루살렘에서 민족주의의 부활로 이어졌다. 기원전 622년, 요시아는 신명기 5-26장의 초기 형태를 바탕으로 한 개혁 프로그램을 시작했으며, 이는 유다와 야훼 간의 언약 (조약)으로 구성되어 야훼가 아시리아 왕을 대체했다.
- 7세기 말에는 신바빌로니아 제국이 아시리아를 대체했다. 기원전 586년 바빌로니아에 의한 예루살렘 파괴의 충격과 이어진 바빌론 유수는 비극의 의미에 대한 많은 신학적 성찰을 이끌었고, 신명기 역사는 이에 대한 설명으로 작성되었다. 이스라엘이 야훼에게 불충실했기 때문에 유수가 하나님의 징벌이었다는 것이다.
- 기원전 540년경, 다음 신흥 강대국인 아케메네스 제국이 바빌로니아를 점차 파괴하면서 바빌로니아는 빠르게 쇠퇴하고 있었다. 바빌로니아 압제가 끝나갈 가능성이 높아지자, 신명기에는 새로운 서론이 추가되었고, 전체 신명기 역사의 신학적 서론으로 역사서에 첨부되었다.
- 마지막 단계는 기원전 539년 아케메네스 제국에 의한 바빌론의 멸망과 일부 (실제로는 극히 일부에 불과한)[9] 유수민들이 예루살렘으로 돌아온 후 몇 가지 추가 법률을 덧붙인 것이다.

## 신명기적 저술

### 신명기
신명기는 아마도 기원전 7세기부터 5세기 초까지 이어진 복잡한 과정을 통해 형성되었다. 여기에는 역사적 서론, 서문, 신명기 법전과 축복 및 저주, 그리고 결론이 포함된다.
이 책의 핵심은 법전 (12-26장)이다. 열왕기하 22장–23장은 요시아 통치 기간 동안 예루살렘 성전에서 법전이 발견된 과정을 설명하는데, 이 법전은 흔히 이 법전으로 여겨진다. 열왕기하의 이야기에 따르면, 이 책을 읽은 요시아는 일련의 종교 개혁을 시작했으며, 이 프로그램의 정당성을 부여하기 위해 이 책이 기록되었다는 제안도 있다. 그럼에도 불구하고, 적어도 일부 법률은 요시아 시대보다 훨씬 이전의 것이라는 점이 일반적으로 받아들여진다.
법전 서문(4:44-11:32)은 요시아 시대에 추가되어 신명기의 가장 초기 버전을 만들었고, 역사적 서론(1-4:43)은 그 후에 추가되어 신명기를 전체 신명기 역사(신명기부터 열왕기까지)의 서론으로 만들었다.

### 신명기 역사
이 용어는 1943년 독일의 성경 학자 마르틴 노트가 여호수아기, 판관기, 사무엘기, 열왕기의 기원과 목적을 설명하기 위해 만들었다. 그는 이 책들이 기원전 6세기 저자/편찬자가 신명기의 신학과 언어를 사용하여 최근 사건(예루살렘 함락과 바빌론 유수)을 설명하려는 시도라고 주장했다. 저자는 자신의 자료를 과감하게 사용하여 여호수아를 위대하고 신의 인도를 받는 정복으로, 판관기를 반역과 구원의 순환으로, 그리고 왕들의 이야기를 하나님께 불순종하여 반복되는 재앙으로 묘사했다.
노트의 원래 개념을 수정한 일련의 연구는 1960년대 후반에 시작되었다. 1968년, 프랭크 무어 크로스는 중요한 수정을 제안하며, 이 역사가 처음에는 기원전 7세기 후반에 유다 왕 요시아의 개혁 프로그램에 기여하기 위해 작성되었고(Dtr1 버전), 나중에 노트의 6세기 저자에 의해 수정되고 업데이트되었다(Dtr2)고 주장했다. Dtr1은 이스라엘 역사를 죄악이 가득한 북이스라엘 왕국에 대한 하나님의 심판과 덕이 있는 유다의 대조로 보았다. 여로보암은 벧엘과 단에 예배를 위해 금송아지를 세웠지만, 다윗 왕이 통치했던 유다는 충실했으며 이제 의로운 요시아가 왕국을 개혁하고 있었다. 유수기의 Dtr2는 Dtr1의 역사에 깨진 언약, 죄악 된 (Dtr2의 관점에서) 유다 왕국에 대한 불가피한 징벌과 유수에 대한 경고를 추가했다.
크로스의 "이중 편집" 모델은 아마도 가장 널리 받아들여지는 것이지만, 상당수의 유럽 학자들은 루돌프 스멘드와 그의 제자들이 제시한 대안 모델을 선호한다. 이 접근 방식은 노트가 역사의 구성을 6세기에 위치시킨 것은 옳았지만, 초기 구성 이후 추가적인 편집이 이루어졌으며, "율법적" (그리스어 "율법"에서 유래) 또는 DtrN 층과 선지자들과 관련된 추가 층인 DtrP가 포함되었다고 주장한다.
한동안 신명기 역사는 성경 연구에서 "정경적" 지위를 누렸다. 그러나 2000년에 게리 N. 크노퍼스는 "지난 5년 동안 점점 더 많은 주석가들이 노트의 고전적 연구의 근본적인 원칙에 대해 심각한 의심을 표명했다"고 언급했다.

### 예레미야서와 예언 문학
예레미야서의 산문 설교는 신명기 역사와 유사하지만 다른 문체와 관점을 가지고 있다. 학자들은 이 책의 얼마나 많은 부분이 예레미야 자신에게서 온 것이고 얼마나 많은 부분이 후대의 제자들에게서 온 것인지에 대해 의견이 다르지만, 스위스 학자 토마스 뢰머는 최근 유수기 말기(기원전 539년 이전)에 예레미야서에 두 가지 신명기적 "편집"이 있었음을 확인했으며, 이 과정에는 아모스서와 호세아서도 포함되었다. 성경 텍스트는 신명기적 저술의 "저자"들이 예언자 예레미야가 바룩과 같은 서기관들을 사용하여 그의 목적을 달성했음을 기록하고 있다. 또한 신명기 역사에는 예레미야가 언급되지 않으며, 일부 학자들은 "예레미야" 신명기 역사가들이 "DtrH" 신명기 역사가들과는 반대되는 의제를 가진 별개의 집단을 대표한다고 믿는다.

## 신명기주의 (신명기적 신학)
신명기는 이스라엘 백성과 그들을 자신의 백성으로 선택("선택")하고 자신의 율법에 따라 살 것을 요구하는 야훼 사이의 언약 (조약)으로 구상된다. 이스라엘은 야훼가 신성한 종주인 신권정치가 되어야 한다. 율법은 왕과 왕실 관리들을 포함한 다른 모든 권위의 원천보다 우위에 있어야 하며, 서기관들(산헤드린)은 율법의 수호자이다. 예언은 모세를 통해 주어진 율법에 대한 가르침이며, 모세를 통해 주어진 율법은 하나님의 뜻에 대한 완전하고 충분한 계시이며, 더 이상 아무것도 필요하지 않다.
언약 아래서 야훼는 이스라엘 백성에게 가나안 땅을 약속했지만, 이 약속은 조건부였다. 그들이 불충실하면 땅을 잃게 될 것이었다. 신명기 역사는 성공과 실패를 충실함(성공을 가져옴) 또는 불순종(실패를 가져옴)의 결과로 설명한다. 기원전 721년 아시리아에 의한 북이스라엘 왕국의 파괴와 기원전 586년 바빌로니아에 의한 유다 왕국의 파괴는 계속된 죄에 대한 야훼의 징벌이다.
신명기는 "주 너희 하나님이 선택하실 곳"에서 예배를 중앙 집중화할 것을 주장한다. 신명기는 이 장소가 어디일지는 명시하지 않지만, 열왕기는 이 장소가 예루살렘임을 분명히 한다.
또한 신명기는 가난한 사람, 과부, 고아에 대한 특별한 관심을 보여준다. 모든 이스라엘 백성은 형제자매이며, 각자는 이웃을 대하는 방식에 대해 하나님께 응답할 것이다. 평등과 인간성에 대한 이러한 관심은 이스라엘 백성 가운데 사는 이방인에게도 확장된다. 이방인은 종종 과부와 고아에 대한 관심과 함께 언급된다. 게다가, 이방인을 사랑하라는 특별한 명령도 있다.

## 같이 보기
- 성결 법전
- 게르하르트 폰 라트

## 참고 문헌

### 주해서
- Bultman, Christoph (2001). 〈Deuteronomy〉.   John Barton; John Muddiman. 《Oxford Bible Commentary》. Oxford University Press. ISBN 9780198755005.
- Craigie, Peter C (1976). 《The Book of Deuteronomy》. Eerdmans. ISBN 9780802825247.
- Miller, Patrick D (1990). 《Deuteronomy》. Cambridge University Press. ISBN 9780664237370.
- Niditch, Susan (2008). 《Judges: a commentary》. Westminster John Knox Press. ISBN 9780664220969.
- Phillips, Anthony (1973). 《Deuteronomy》. Westminster John Knox Press. ISBN 9780521097727.
- Rogerson, John W. (2003). 〈Deuteronomy〉.   James D. G. Dunn; John William Rogerson. 《Eerdmans Commentary on the Bible》. Eerdmans. ISBN 9780802837110.
- Sweeney, Marvin (2007). 《I&II Kings: A Commentary》. Westminster John Knox Press. ISBN 9780664220846.
- Thompson, John Arthur (1980). 《The Book of Jeremiah》. Eerdmans. ISBN 9780802825308.
- Tsumura, David Toshio (2007). 《The First Book of Samuel》. Eerdmans. ISBN 9780802823595.

### 일반
- Albertz, Rainer (2003). 《Israel in Exile: The History and Literature of the Sixth Century B.C.E.》. Society of Biblical Literature. ISBN 9781589830554.
- Albertz, Rainer (2000). 〈The riddle of the Deuteronomists〉.   Thomas Römer. 《The Future of the Deuteronomistic History》. Leuven University Press. ISBN 9789042908581.
- Albertz, Rainer (1994a). 《History of Israelite Religion, Volume 2: From the Exile to the Maccabees》. Westminster John Knox Press. ISBN 9780664227203.
- Albertz, Rainer (1994b). 《History of Israelite Religion, Volume 1: From the Beginnings to the End of the Monarchy》. Westminster John Knox Press. ISBN 9780664227197.
- Ausloos, Hans, The Deuteronomist’s History. The Role of the Deuteronomist in Historical-Critical Research into Genesis–Numbers (Old Testament Studies, 67), Leiden, Netherlands – Boston, Massachusetts: Brill, 2015.
- Block, Daniel I (2005). 〈Deuteronomy〉.   Kevin J. Vanhoozer. 《Dictionary for Theological Interpretation of the Bible》. Baker Academic. ISBN 9780801026942.
- Brueggemann, Walter (2002). 《Reverberations of Faith: A Theological Handbook of Old Testament themes》. Westminster John Knox Press. ISBN 9780664222314.
- Brueggemann, Walter (2003). 《An Introduction to the Old Testament: The Canon and Christian imagination》. Westminster John Knox Press. ISBN 9780664224127. Brueggemann An introduction to the Old Testament: the canon and Christian imagination.
- Campbell, Antony F; O'Brien, Mark A (1993). 《Sources of the Pentateuch: Texts, Introductions, Annotations》. Fortress Press. ISBN 9780800627010. Sources of the bible.
- Campbell, Antony F; O'Brien, Mark A (2000). 《Unfolding the Deuteronomistic History: Origins, Upgrades, Present Text》. Fortress Press. ISBN 9781451413687.
- Christensen, Duane L (1991). 〈Deuteronomy〉.   Watson E. Mills; Roger Aubrey Bullard. 《Mercer Dictionary of the Bible》. Mercer University Press. ISBN 9780865543737.
- Cook, Stephen L (2004). 《The Social Roots of Biblical Yahwism》. Society of Biblical Literature. ISBN 9781589830981.
- De Pury, Albert (2000). 〈Deuteronomistic historiography (DH): History of research and debated issues〉.   Albert de Pury; Thomas Römer; Jean-Daniel Macchi. 《Israël Constructs Its History: Deuteronomistic Historiography in Recent Research》. Sheffield Academic Press. ISBN 9781841270999.
- Dillard, Raymond B.; Longman, Tremper (January 1994). 《An Introduction to the Old Testament》 (PDF). Grand Rapids, Michigan: Zondervan. ISBN 978-0-310-43250-0. LCCN 2006005249. OCLC 31046001. 2012년 8월 3일에 원본 문서 (PDF, 3.5 MB)에서 보존된 문서. 2012년 2월 19일에 확인함.
- Gottwald, Norman, review of Stephen L. Cook, The Social Roots of Biblical Yahwism, Society of Biblical Literature, 2004.
- Knight, Douglas A (1995). 〈Deuteronomy and the Deuteronomists〉.   Mays, James Luther; Petersen, David L.; Richards, Kent Harold. 《Old Testament Interpretation》. T&T Clark. ISBN 9780567292896.
- Knoppers, Gary N. (2000). 〈Is There a Future for the Deuteronomistic History?〉.   Thomas Römer. 《The Future of the Deuteronomistic History》. Peeters.
- Laffey, Alice L. (2007). 〈Deuteronomistic theology〉.   Espín, Orlando O.; Nickoloff, James B. 《An Introductory Dictionary of Theology and Religious Studies》. Liturgical Press. ISBN 9780814658567.
- Lipschits, Oded (2005). 《The Fall and Rise of Jerusalem》. Eisenbrauns. ISBN 9781575060958.
- McConville, J. G. (2002). 〈Deuteronomy〉.   Alexander, T. Desmond; Baker, David W. 《Dictionary of the Old Testament: The Pentateuch》 (PDF). Eisenbrauns. 2008년 4월 13일에 원본 문서 (PDF)에서 보존된 문서. 2011년 6월 7일에 확인함.
- McDermott, John J. (1989). 《Reading the Pentateuch: A Historical Introduction》. Paulist Press. ISBN 9780809140824.
- McKenzie, Steven L. (2000). 《Covenant》. Chalice Press. ISBN 9780827205888.
- McKenzie, Steven L. (1995). 〈Postscript〉.   Schearing, Linda S.; McKenzie, Steven L. 《Those elusive Deuteronomists: The Phenomenon of Pan-Deuteronomism》. T&T Clark. ISBN 9781841270104.
- Rabin, Elliott (2006). 《Understanding the Hebrew Bible: A Reader's Guide》. KTAV Publishijg House. 127쪽. ISBN 9780881258714.
- Richter, Sandra L. (2002). 《The Deuteronomistic History and the Name Theology》. Walter de Gruyter. ISBN 9783110173765.
- Rofé, Alexander (2002). 《Deuteronomy: Issues and Interpretation》. T&T Clark. ISBN 9780567087546.
- Römer, Thomas (2000). 〈Deuteronomy In Search of Origins〉.   Knoppers, Gary N.; McConville, J. Gordon. 《Reconsidering Israel and Judah: Recent Studies on the Deuteronomistic History》. Eisenbrauns. ISBN 9781575060378.
- Römer, Thomas (1994). 〈The Book of Deuteronomy〉.   McKenzie, Steven L.; Graham, Matt Patrick. 《The History of Israel's Traditions: The Heritage of Martin Noth》. Sheffield Academic Press. ISBN 9781850754992.
- Römer, Thomas (1995). 〈How did Jeremiah Become a Convert to Deuteronomistic Ideology?〉.   Schearing, Linda S.; McKenzie, Steven L. 《Those Elusive Deuteronomists: The Phenomenon of Pan-Deuteronomism》. T&T Clark. ISBN 9781841270104.
- Schearing, Linda S. (1995). 〈Introduction〉.   Schearing, Linda S.; McKenzie, Steven L. 《Those Elusive Deuteronomists: The Phenomenon of Pan-Deuteronomism》. T&T Clark. ISBN 9781841270104.
- Ska, Jean-Louis (2006). 《Introduction to Reading the Pentateuch》. Eisenbrauns. ISBN 9781575061221.
- Sparks, Kenton L. (1998). 《Ethnicity and Identity in Ancient Israel》. Eisenbrauns. ISBN 9781575060330.
- Spieckermann, Hermann (2001). 〈The Former Prophets: The Deuteronomistic History〉.   Perdue, Leo G. 《The Blackwell companion to the Hebrew Bible》. Blackwell. ISBN 9780631210719.
- Tigay, Jeffrey (1996). 〈The Significance of the End of Deuteronomy〉.   Fox, Michael V.;  외. 《Texts, Temples, and Traditions: A Tribute to Menahem Haran》. Eisenbrauns. ISBN 9781575060033.
- Van Seters, John (2015) [1999]. 《The Pentateuch: A Social-Science Commentary》. Bloomsbury T&T Clark. ISBN 978-0-567-65880-7.
- Van Seters, John (1998). 〈The Pentateuch〉.   McKenzie, Steven L.; Graham, Matt Patrick. 《The Hebrew Bible Today: An Introduction to Critical Issues》. Westminster John Knox Press. ISBN 9780664256524.
- Viviano, Pauline A. (1999).  Haynes, Stephen R.; McKenzie, Steven L., 편집. 《To each its own meaning: an introduction to biblical criticisms and their application》. Westminster John Knox Press. ISBN 9780664257842.
- Wells, Roy D. (1991). 〈Deuteronomist/Deuteronomistic Historian〉.   Mills, Watson E.; Bullard, Roger Aubrey. 《Source criticism=Mercer Dictionary of the Bible》. Mercer University Press. ISBN 9780865543737.